# 鸭额玉蟹
鸭额玉蟹（学名：Leucosia anatum）为玉蟹科玉蟹属的动物。分布于朝鲜、日本、澳大利亚、泰国、印度、斯里兰卡、伊朗、波斯湾、红海以及中国大陆的广东等地，生活环境为海水，常生活于水深10-80米的粗沙以及泥沙或具贝壳的海底上。